# VAQ-136
Escadron d'attaque électronique 129
Le Electronic Attack Squadron 136 (VAQRON 136 ou VAQ-136), est un escadron de chasseur d'attaque de l'US Navy stationné à la Naval Air Station Whidbey Island, dans l'État de Washington, aux États-Unis. L'escadron a été créé en 1969 et est surnommé "The Gauntlets". Le VAQ-136 est équipé du EA-18G Growler et actuellement affecté au Carrier Air Wing Two à bord du porte-avions à propulsion nucléaire USS Carl Vinson (CVN-70).

## Historique

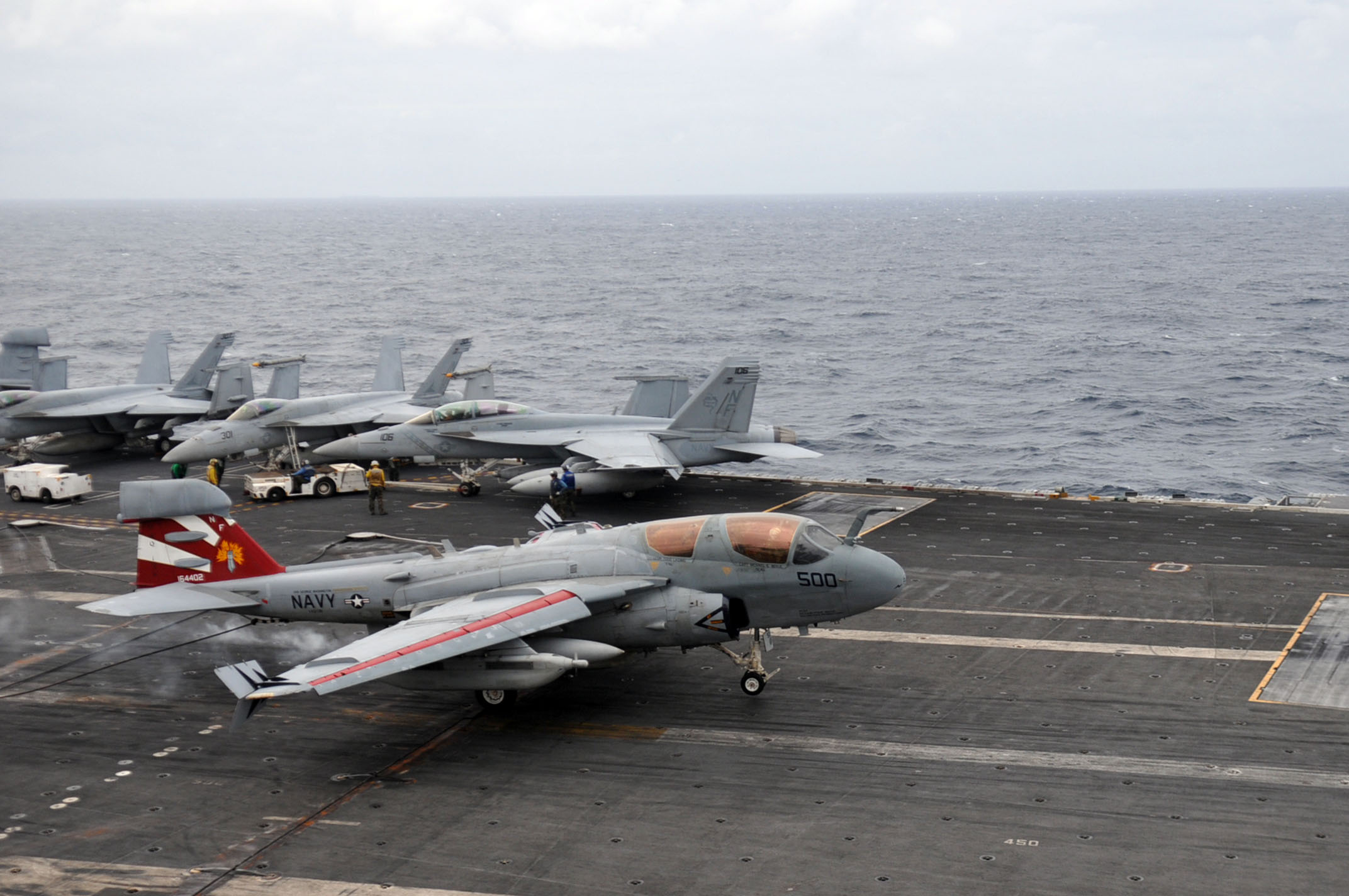
Prowler du VAQ-136 sur l'USS G. Washington

Depuis sa création en 1969, le VAQ-136 a été associé à plusieurs Carrier Air Wings. Il a d'abord piloté l'avion de guerre électronique EA-6 Prowler jusqu'en 2012.
Les deux premiers déploiements de l'escadron ont eu lieu avec le Carrier Air Wing Eleven (CVW-11) à bord de l'USS Kitty Hawk (CV-63). En 1977, l'escadron a rejoint le Carrier Air Wing Seven (CVW-7) à bord de l'USS Independence (CV-62) pour une croisière en Méditerranée, après quoi l'escadron est passé à la version à capacité améliorée (ICAP) de l'EA-6B. Après la transition vers leur nouvel avion, l'escadron s'est de nouveau déployé en Méditerranée, cette fois avec le Carrier Air Wing Three (CVW-3) sur l'USS Saratoga (CV-60).
De 1980 à 2012, l'escadron a déménagé au Naval Air Facility Atsugi au Japon avec le Carrier Air Wing Five (CVW-5) pour des missions dans le Pacifique à bord de l'USS Midway (CV-41) (1980-91), de l'USS Independence (CV-62) (1991-98) de l'USS Kitty Hawk (CV-63) (1998-2008) et de l'USS George Washington (CVN-73) (2008-2012).

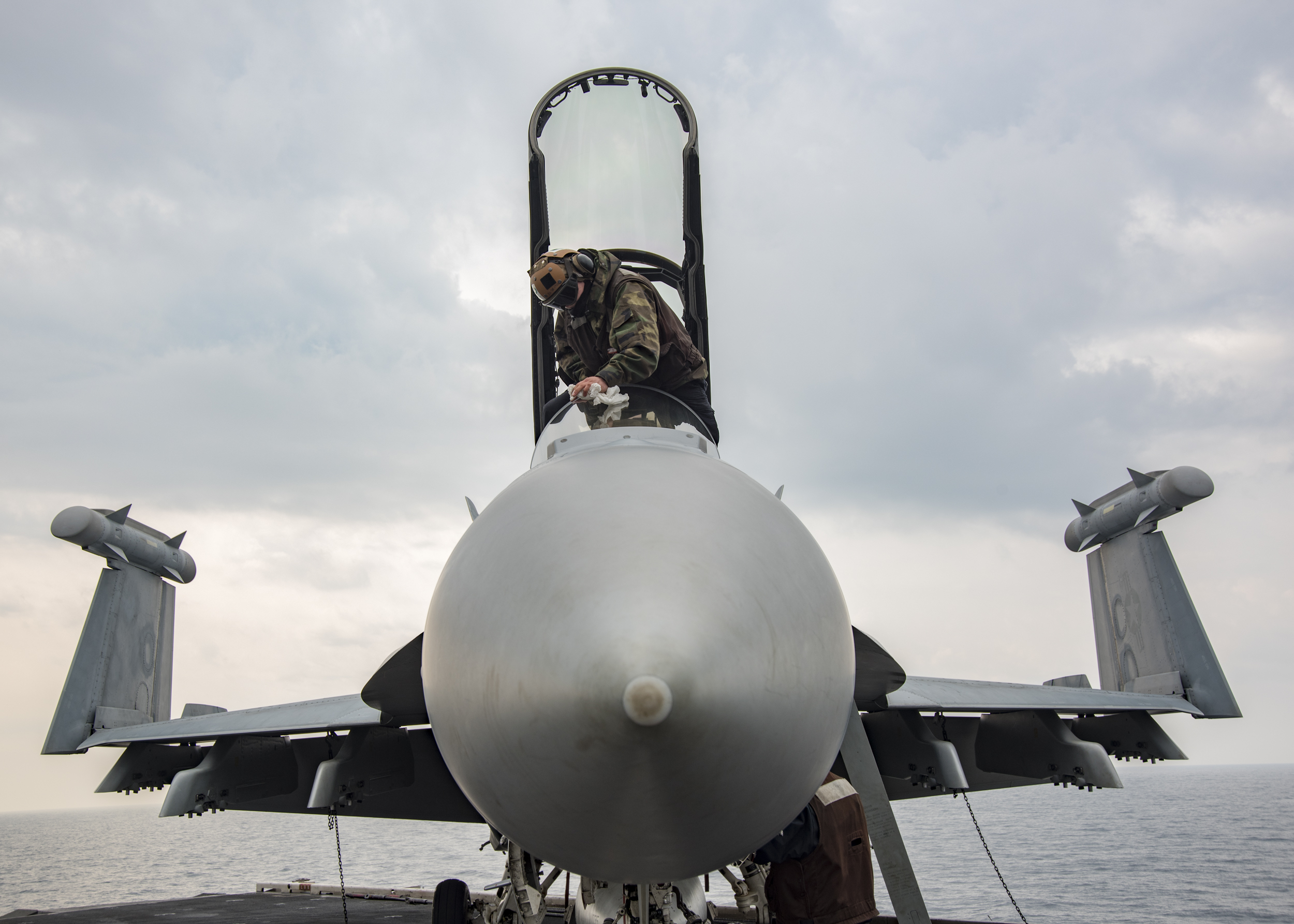
Growler du VAQ-136 sur USS Carl Vinson

Au début de 2012, l'escadron a rejoint la Naval Air Station Whidbey Island au début de 2012 pour se préparer à se rééquiper avec l'EA-18G Growler et en 2013, le VAQ-136 a été réaffecté au Carrier Air Wing Two dans une phase de maintenance prolongée. Le nombre d'avions alloués à l'escadron est passé de cinq à sept, accompagné d'une augmentation du personnel, doublant presque la taille de la salle de préparation et augmentant considérablement les effectifs de maintenance. Il a embarqué à bord de l'USS Ronald Reagan (CVN-76) en 2014, à bord de l'USS George Washington en 2015. 
Depuis 2017, il est à bord de l'USS Carl Vinson (CVN-70). L'escadron a commencé son cycle de préparation à l'été 2020 en prévision des déploiements à venir avec Carrier Air Wing Two, affectueusement surnommé "Air Wing of the Future" en référence à son complément de F-35C Lightning, lot élevé F/A-18E/F Super Hornet, MVB-22 Osprey et E-2D Advanced Hawkeye .